# Sint-Laureins-Berchem
Sint-Laureins-Berchem (fr. Berchem-Saint-Laurent) – dzielnica (deelgemeente) gminy Sint-Pieters-Leeuw w Belgii, w Regionie Flamandzkim, w prowincji Brabancja Flamandzka, w okręgu Halle-Vilvoorde. 1 stycznia 2020 roku liczyła 400 mieszkańców. Do 31 grudnia 1976 samodzielna gmina.

## Demografia
Liczba mieszkańców, stan na 1 stycznia:
| Rok                | 1900 | 1930 | 1970 | 2020 |
| ------------------ | ---- | ---- | ---- | ---- |
| Liczba mieszkańców | 223  | 226  | 250  | 400  |